# Liudmila Juravliova
| Asteroizi descoperiți: 213                            | Asteroizi descoperiți: 213 |
| ----------------------------------------------------- | -------------------------- |
| 1858 Lobachevskij                                     | 18 august 1972             |
| 1859 Kovalevskaya                                     | 4 septembrie 1972          |
| 1909 Alekhin                                          | 4 septembrie 1972          |
| 1910 Mikhailov                                        | 8 octombrie 1972           |
| 1959 Karbyshev                                        | 14 iulie 1972              |
| 2015 Kachuevskaya                                     | 4 septembrie 1972          |
| 2098 Zyskin                                           | 18 august 1972             |
| 2130 Evdokiya                                         | 22 august 1974             |
| 2173 Maresjev                                         | 22 august 1974             |
| 2188 Orlenok                                          | 28 octombrie 1976          |
| 2233 Kuznetsov                                        | 3 decembrie 1972           |
| 2283 Bunke                                            | 26 septembrie 1974         |
| 2310 Olshaniya                                        | 26 septembrie 1974         |
| 2374 Vladvysotskij                                    | 22 august 1974             |
| 2423 Ibarruri                                         | 14 iulie 1972              |
| 2475 Semenov                                          | 8 octombrie 1972           |
| 2562 Chaliapin                                        | 27 martie 1973             |
| 2576 Yesenin                                          | 17 august 1974             |
| 2702 Batrakov                                         | 26 septembrie 1978         |
| 2720 Pyotr Pervyj                                     | 6 septembrie 1972          |
| 2740 Tsoj                                             | 26 septembrie 1974         |
| 2760 Kacha                                            | 8 octombrie 1980           |
| 2768 Gorky                                            | 6 septembrie 1972          |
| 2771 Polzunov                                         | 26 septembrie 1978         |
| 2850 Mozhaiskij                                       | 2 octombrie 1978           |
| 2890 Vilyujsk                                         | 26 septembrie 1978         |
| 2979 Murmansk                                         | 2 octombrie 1978           |
| 3039 Yangel                                           | 26 septembrie 1978         |
| 3067 Akhmatova[1]                                     | 14 octombrie 1982          |
| 3074 Popov                                            | 24 decembrie 1979          |
| 3095 Omarkhayyam                                      | 8 septembrie 1980          |
| 3108 Lyubov                                           | 18 august 1972             |
| 3157 Novikov                                          | 25 septembrie 1973         |
| 3190 Aposhanskij                                      | 26 septembrie 1978         |
| 3214 Makarenko                                        | 2 octombrie 1978           |
| 3231 Mila                                             | 4 septembrie 1972          |
| 3260 Vizbor                                           | 20 septembrie 1974         |
| 3376 Armandhammer                                     | 21 octombrie 1982          |
| 3410 Vereshchagin                                     | 26 septembrie 1978         |
| 3442 Yashin                                           | 2 octombrie 1978           |
| 3511 Tsvetaeva[1]                                     | 14 octombrie 1982          |
| 3547 Serov                                            | 2 octombrie 1978           |
| 3558 Shishkin                                         | 26 septembrie 1978         |
| 3566 Levitan                                          | 24 decembrie 1979          |
| 3586 Vasnetsov                                        | 26 septembrie 1978         |
| 3587 Descartes                                        | 8 septembrie 1981          |
| 3600 Archimedes                                       | 26 septembrie 1978         |
| 3616 Glazunov                                         | 3 mai 1984                 |
| 3622 Ilinsky                                          | 29 septembrie 1981         |
| 3624 Mironov[1]                                       | 14 octombrie 1982          |
| 3655 Eupraksia                                        | 26 septembrie 1978         |
| 3657 Ermolova                                         | 26 septembrie 1978         |
| 3662 Dezhnev                                          | 8 septembrie 1980          |
| 3724 Annenskij                                        | 23 decembrie 1979          |
| 3771 Alexejtolstoj                                    | 20 septembrie 1974         |
| 3803 Tuchkova                                         | 2 octombrie 1981           |
| 3863 Gilyarovskij                                     | 26 septembrie 1978         |
| 3889 Menshikov                                        | 6 septembrie 1972          |
| 3925 Tret'yakov                                       | 19 septembrie 1977         |
| 3930 Vasilev                                          | 25 octombrie 1982          |
| 3940 Larion                                           | 27 martie 1973             |
| 3964 Danilevskij                                      | 12 septembrie 1974         |
| 3969 Rossi                                            | 9 octombrie 1978           |
| 3971 Voronikhin                                       | 23 decembrie 1979          |
| 4005 Dyagilev                                         | 8 octombrie 1972           |
| 4032 Chaplygin                                        | 22 octombrie 1985          |
| 4053 Cherkasov                                        | 2 octombrie 1981           |
| 4070 Rozov                                            | 8 septembrie 1980          |
| 4086 Podalirius                                       | 9 noiembrie 1985           |
| 4118 Sveta                                            | 15 octombrie 1982          |
| 4144 Vladvasil'ev                                     | 28 septembrie 1981         |
| 4145 Maximova                                         | 29 septembrie 1981         |
| 4166 Pontryagin                                       | 26 septembrie 1978         |
| 4167 Riemann                                          | 2 octombrie 1978           |
| 4214 Veralynn                                         | 22 octombrie 1987          |
| 4303 Savitskij                                        | 25 septembrie 1973         |
| 4311 Zguridi                                          | 26 septembrie 1978         |
| 4363 Sergej                                           | 2 octombrie 1978           |
| 4366 Venikagan                                        | 24 decembrie 1979          |
| 4430 Govorukhin                                       | 26 septembrie 1978         |
| 4434 Nikulin                                          | 8 septembrie 1981          |
| 4524 Barklajdetolli                                   | 8 septembrie 1981          |
| 4729 Mikhailmil'                                      | 8 septembrie 1980          |
| 4740 Veniamina                                        | 22 octombrie 1985          |
| 4778 Fuss                                             | 9 octombrie 1978           |
| 4787 Shul'zhenko                                      | 6 septembrie 1986          |
| 4811 Semashko                                         | 25 septembrie 1973         |
| 4870 Shcherban'                                       | 25 octombrie 1989          |
| 4936 Butakov                                          | 22 octombrie 1985          |
| 4992 Kálmán                                           | 25 octombrie 1982          |
| 5096 Luzin                                            | 5 septembrie 1983          |
| 5101 Akhmerov                                         | 22 octombrie 1985          |
| 5301 Novobranets                                      | 20 septembrie 1974         |
| 5304 Bazhenov                                         | 2 octombrie 1978           |
| 5412 Rou                                              | 25 septembrie 1973         |
| 5419 Benua                                            | 29 septembrie 1981         |
| 5421 Ulanova[1]                                       | 14 octombrie 1982          |
| 5495 Rumyantsev                                       | 6 septembrie 1972          |
| 5544 Kazakov                                          | 2 octombrie 1978           |
| 5545 Makarov                                          | 1 noiembrie 1978           |
| 5572 Bliskunov                                        | 26 septembrie 1978         |
| 5681 Bakulev                                          | 15 septembrie 1990         |
| 5781 Barkhatova[2]                                    | 24 septembrie 1990         |
| 5809 Kulibin                                          | 4 septembrie 1987          |
| 5994 Yakubovich                                       | 29 septembrie 1981         |
| 6082 Timiryazev                                       | 21 octombrie 1982          |
| 6162 Prokhorov                                        | 25 septembrie 1973         |
| 6220 Stepanmakarov                                    | 26 septembrie 1978         |
| 6631 Pyatnitskij                                      | 4 septembrie 1983          |
| 6681 Prokopovich                                      | 6 septembrie 1972          |
| 6682 Makarij                                          | 25 septembrie 1973         |
| 6719 Gallaj[2]                                        | 16 octombrie 1990          |
| 6754 Burdenko                                         | 28 octombrie 1976          |
| 6954 Potemkin                                         | 4 septembrie 1987          |
| 6955 Ekaterina                                        | 25 septembrie 1987         |
| 7161 Golitsyn                                         | 25 octombrie 1982          |
| 7223 Dolgorukij[1]                                    | 14 octombrie 1982          |
| 7224 Vesnina                                          | 15 octombrie 1982          |
| 7268 Chigorin                                         | 3 octombrie 1972           |
| 7278 Shtokolov                                        | 22 octombrie 1985          |
| 7320 Potter                                           | 2 octombrie 1978           |
| 7381 Mamontov                                         | 8 septembrie 1981          |
| 7382 Bozhenkova                                       | 8 septembrie 1981          |
| 7413 Galibina[2]                                      | 24 septembrie 1990         |
| 7555 Venvolkov                                        | 28 septembrie 1981         |
| 7736 Nizhnij Novgorod                                 | 8 septembrie 1981          |
| 7858 Bolotov                                          | 26 septembrie 1978         |
| 7913 Parfenov                                         | 9 octombrie 1978           |
| 7950 Berezov                                          | 28 septembrie 1992         |
| 7979 Pozharskij                                       | 26 septembrie 1978         |
| 8088 Australia[2]                                     | 23 septembrie 1990         |
| 8134 Minin                                            | 26 septembrie 1978         |
| 8145 Valujki                                          | 5 septembrie 1983          |
| 8151 Andranada                                        | 12 august 1986             |
| 8181 Rossini                                          | 28 septembrie 1992         |
| 8332 Ivantsvetaev[1]                                  | 14 octombrie 1982          |
| 8471 Obrant                                           | 5 septembrie 1983          |
| 8477 Andrejkiselev                                    | 6 septembrie 1986          |
| 8498 Ufa                                              | 15 septembrie 1990         |
| 8612 Burov                                            | 26 septembrie 1978         |
| 8982 Oreshek                                          | 25 septembrie 1973         |
| 9014 Svyatorichter                                    | 22 octombrie 1985          |
| 9017 Babadzhanyan                                     | 2 octombrie 1986           |
| 9034 Oleyuria                                         | 26 august 1990             |
| 9156 Malanin                                          | 15 octombrie 1982          |
| 9514 Deineka                                          | 27 septembrie 1973         |
| 9533 Aleksejleonov                                    | 28 septembrie 1981         |
| 9567 Surgut                                           | 22 octombrie 1987          |
| 9612 Belgorod                                         | 4 septembrie 1992          |
| 9741 Solokhin                                         | 22 octombrie 1987          |
| 9838 Falz-Fein                                        | 4 septembrie 1987          |
| 9848 Yugra                                            | 26 august 1990             |
| 9914 Obukhova                                         | 28 octombrie 1976          |
| 10014 Shaim                                           | 26 septembrie 1978         |
| 10016 Yugan                                           | 26 septembrie 1978         |
| 10261 Nikdollezhal'                                   | 22 august 1974             |
| 10266 Vladishukhov                                    | 26 septembrie 1978         |
| 10313 Vanessa-Mae                                     | 26 august 1990             |
| 10504 Doga                                            | 22 octombrie 1987          |
| 10675 Kharlamov                                       | 1 noiembrie 1978           |
| 10684 Babkina                                         | 8 septembrie 1980          |
| 10711 Pskov                                           | 15 octombrie 1982          |
| 10728 Vladimirfock                                    | 4 septembrie 1987          |
| 10729 Tsvetkova                                       | 4 septembrie 1987          |
| 11268 Spassky                                         | 22 octombrie 1985          |
| 11445 Fedotov                                         | 26 septembrie 1978         |
| 11446 Betankur                                        | 9 octombrie 1978           |
| 11791 Sofiyavarzar                                    | 26 septembrie 1978         |
| 11792 Sidorovsky                                      | 26 septembrie 1978         |
| 11793 Chujkovia                                       | 2 octombrie 1978           |
| 11826 Yurijgromov                                     | 25 octombrie 1982          |
| 12191 Vorontsova                                      | 9 octombrie 1978           |
| 12199 Sohlman                                         | 8 octombrie 1980           |
| 12704 Tupolev[2]                                      | 24 septembrie 1990         |
| 12978 Ivashov                                         | 26 septembrie 1978         |
| 12979 Evgalvasil'ev                                   | 26 septembrie 1978         |
| 13010 Germantitov                                     | 29 august 1986             |
| 13046 Aliev                                           | 31 august 1990             |
| 13049 Butov                                           | 15 septembrie 1990         |
| 13923 Peterhof                                        | 22 octombrie 1985          |
| 14318 Buzinov                                         | 26 septembrie 1978         |
| 14349 Nikitamikhalkov                                 | 22 octombrie 1985          |
| 14819 Nikolaylaverov                                  | 25 octombrie 1982          |
| 15203 Grishanin                                       | 26 septembrie 1978         |
| 15220 Sumerkin                                        | 28 septembrie 1981         |
| 15231 Ehdita                                          | 4 septembrie 1987          |
| 15258 Alfilipenko                                     | 15 septembrie 1990         |
| 16419 Kovalev                                         | 24 septembrie 1987         |
| 18295 Borispetrov                                     | 2 octombrie 1978           |
| 18321 Bobrov                                          | 25 octombrie 1982          |
| 20965 Kutafin                                         | 26 septembrie 1978         |
| 22276 Belkin                                          | 21 octombrie 1982          |
| 22253 Sivers                                          | 26 septembrie 1978         |
| 23411 Bayanova                                        | 26 septembrie 1978         |
| 23436 Alekfursenko                                    | 21 octombrie 1982          |
| 24602 Mozzhorin                                       | 3 octombrie 1972           |
| 24611 Svetochka                                       | 26 septembrie 1978         |
| 24637 Ol'gusha                                        | 8 septembrie 1981          |
| 24697 Rastrelli[2]                                    | 24 septembrie 1990         |
| 26795 Basilashvili                                    | 26 septembrie 1978         |
| 27659 Dolsky                                          | 26 septembrie 1978         |
| 27660 Waterwayuni                                     | 2 octombrie 1978           |
| 30724 Peterburgtrista                                 | 26 septembrie 1978         |
| 30725 Klimov                                          | 26 septembrie 1978         |
| 30821 Chernetenko                                     | 15 septembrie 1990         |
| 32766 Voskresenskoe                                   | 21 octombrie 1982          |
| 32768 Alexandripatov                                  | 5 septembrie 1983          |
| 32807 Quarenghi[2]                                    | 24 septembrie 1990         |
| (35053) 1982 UA11                                     | 25 octombrie 1982          |
| 42479 Tolik                                           | 28 septembrie 1981         |
| (46539) 1982 UE12                                     | 24 octombrie 1982          |
| (65637) 1979 VS2                                      | 14 noiembrie 1979          |
| (69262) 1986 PV6                                      | 12 august 1986             |
| 1. 1 cu Liudmila Karacikina 2. 2 cu Gregor R. Kastel' |                            |

Liudmila Vasilievna Juravliova (în rusă Людмила Васильевна Журавлёва, în ucraineană Людмила Василівна Журавльова; n. 22 mai 1946) este o astronomă ucraineană, rusă și sovietică.
Ea lucrează la Observatorul Astrofizic din Crimeea. Asteroidul 26087 Zhuravleva a fost denumit în cinstea ei.
Juravliova a descoperit numeroși asteroizi, printre care și asteroidul Troian 4086 Podalirius și asteroidul 2374 Vladvysotskij. Juravliova este pe locul 43 în lista Universității Harvard a descoperitorilor de planete minore. Liudmilei Juravliova îi sunt atribuiți 200 de asteroizi descoperiți și 13 co-descoperiți, între anii 1972 și 1992. În clasamentul descoperitorilor de planete minore (Rating of Discoverers Minor Planet) ea este clasată pe poziția a 57-a din 1429 astronomi.